# Kommunikationsmatrix
Die Kommunikationsmatrix ist ein Projektmanagementwerkzeug zur Dokumentation der Kommunikationswege im Rahmen eines Projekts.
Die Kommunikationsmatrix basiert auf dem im PMBOK Guide definierten Kommunikationsplan, dieser beschreibt Art, Umfang, Detaillierungsgrad, Häufigkeit und Verteiler von Projektdokumenten und Berichten außerdem enthält der Kommunikationsplan die Beschreibung der Eskalationswege.
Die Kommunikationsmatrix beschreibt zusätzlich noch die Rollen der beteiligten Personen und stellt diese verknüpft mit dem Kommunikationsplan in einem quadratischen Schema dar.